# Кыргызстан на летних юношеских Олимпийских играх 2010
Кыргызстан принимал участие в Летних юношеских Олимпийских играх 2010 года в Сингапуре.

## Медалисты
| Медаль | Спортсмен       | Вид спорта | Дисциплина                            |
| ------ | --------------- | ---------- | ------------------------------------- |
| Золото | Урматбек Аматов | Борьба     | Юноши, греко-римская борьба, до 58 кг |

| Медаль | Спортсмен          | Вид спорта | Дисциплина                            |
| ------ | ------------------ | ---------- | ------------------------------------- |
| Бронза | Шадыбек Сулайманов | Борьба     | Юноши, греко-римская борьба, до 50 кг |